# Từ Ngạn Nhược
Từ Ngạn Nhược (giản thể: 徐彦若; phồn thể: 徐彥若, ? - 901), tên tự Du Chi (俞之), là một quan lại triều Đường, từng giữ chức Đồng bình chương sự (tức tể tướng) dưới triều đại của Đường Chiêu Tông.

## Thân thế
Ông là hậu duệ đời thứ sáu của Từ Hữu Công (徐有功), một quan lại nổi tiếng trong triều đại của Võ Tắc Thiên. Gia tộc của ông xưng là hậu duệ của Cao Dao thời nhà Hạ và có các tổ tiên làm quan của nhà Tần, nhà Hán, Tào Ngụy, nhà Tấn, Lưu Tống, Nam Tề, Nam Lương, Nam Trần, và nhà Đường. Tổ phụ của ông là Từ Tể (徐宰)- từng giữ chức Đại lý bình sự, cha ông là Từ Xương (徐商)- từng giữ chức Đồng bình chương sự trong triều đại của Đường Ý Tông. Từ Ngạn Nhược có ít nhất bốn đệ: Từ Nhân Tự (徐仁嗣), Từ Nhân Củ (徐仁矩), Từ Nhân Phạm (徐仁範), và Từ Nhân Úc (徐仁勗).

## Khởi đầu sự nghiệp
Từ Ngạn Nhược thi đỗ Tiến sĩ vào năm 872, dưới triều đại của Đường Ý Tông. Đến triều đại của Đường Hy Tông, ông giữ các chức vụ Thượng thư lang, Tri chế cáo, chính thức bái quan với chức Trung thư xá nhân.
Đường Chiêu Tông sau đó bổ nhiệm Từ Ngạn Nhược giữ chức Ngự sử trung thừa. Năm 891, sau khi quân triều đình chiến bại trước Hà Đông tiết độ sứ Lý Khắc Dụng, các Đồng bình chương sự Trương Tuấn và Khổng Vĩ bị bãi chức, Từ Ngạn Nhược và Thôi Chiêu Vĩ trở thành những người thay thế. Từ Ngạn Nhược cũng được giao cho chức Hộ bộ thị lang.

## Làm Đồng bình chương sự
Năm 893, do muốn kiềm chế quân phiệt Lý Mậu Trinh, Đường Chiêu Tông bổ nhiệm Từ Ngạn Nhược giữ chức Phượng Tường tiết độ sứ. Vào mùa thu năm 893, Đường Chiêu Tông khiển Đàm vương Lý Tự Chu (李嗣周) suất ba vạn cấm quân hộ tống Từ Ngạn Nhược đến nhậm chức. Tuy nhiên, Lý Mậu Trinh và đồng minh là Tĩnh Nan tiết độ sứ Vương Hành Du huy động binh lính sẵn sàng chiến đấu với cấm binh. Các binh lính cấm binh hộ tống đều mới nhập ngũ, vì thế trông thấy quân đối phương thì hoảng sợ và bỏ chạy, Lý Mậu Trinh và Vương Hành Du tiến về Trường An. Đường Chiêu Tông buộc phải thu hồi lại chiếu chỉ bổ nhiệm Từ Ngạn Nhược, cho phép Lý Mậu Trinh làm tiết độ sứ của cả Phượng Tường và Sơn Nam Tây đạo. Sau khi nhập triều, Từ Ngạn Nhược giữ chức Ngự sử đại phu.
Sau khi Đồng bình chương sự Trịnh Khể thối hưu vào năm 894, Từ Ngạn Nhược kế nhiệm; ngoài ra còn được giữ chức Trung thư thị lang, Lại bộ thượng thư. Khi Lý Mậu Trinh cùng Vương Hành Du và Trấn Quốc tiết độ sứ Hàn Kiến lại tiến công Trường An vào năm 895, giết chết Vi Chiêu Độ và Lý Hề, Đường Chiêu Tông chạy trốn đến Tần Lĩnh. Từ Ngạn Nhược cùng với Vương Đoàn và Thôi Chiêu Vĩ tháp tùng Hoàng đế; họ trở về Trường An sau khi Lý Khắc Dụng đánh bại liên quân. Sau khi trở về Trường An, Đường Chiêu Tông ban cho Từ Ngạn Nhược chức vụ Khai phủ nghi đồng tam ty, giữ chức Tư không, tiến phong Tề quốc công, ban danh Phù nguy khuông quốc trí lý công thần.
Năm 896, Lý Mậu Trinh lại tiến công Trường An, Đường Chiêu Tông và triều đình lại chạy khỏi Trường An, đến Hoa châu theo lời mời của Hàn Kiến. Khi ở Hoa châu, Đường Hy Tông bổ nhiệm Từ Ngạn Nhược là "Đại Minh cung lưu thủ", kiêm Kinh Kỳ an phủ chế trí đẳng xứ. Sau khi Đường Hy Tông trở về Trường An vào năm 898, Từ Ngạn Nhược được trao chức Thái bảo, Môn hạ thị lang.

## Thanh Hải tiết độ sứ
Vào mùa thu năm 900, Thôi Dận trở thành đại thần nhiều quyền lực nhất trong triều, ông ta ghen tị với quan tước của Từ Ngạn Nhược. Cảm nhận được điều này, Từ Ngạn Nhược xin từ vị, xin được đi giữ chức Thanh Hải tiết độ sứ, tận dụng thời cơ Thanh Hải tiết độ sứ đương nhiệm là Tiết vương Lý Tri Nhu là một trong số ít các tiết độ sứ còn tuân theo lệnh của triều đình và xin được thay thế. Đường Chiêu Tông sau đó bổ nhiệm Từ Ngạn Nhược là Thanh Hải tiết độ sứ, cho ông giữ lại chức Đồng bình chương sự như một chức quan danh dự. Trên đường đến Thanh Hải, Từ Ngạn Nhược qua Kinh Nam, tiết độ sứ Thành Nhuế đề cập đến việc cắt trả hai châu Lễ-Lãng, hai châu này nguyên thuộc Kinh Nam song sau đó về tay Vũ Trinh tiết độ sứ Lôi Mãn. Từ Ngạn Nhược từ chối đề nghị triều đình trao trả giúp Thành Nhuế, so sánh Thành Nhuế với Tề Hoàn công và Tấn Văn công và có thể tự mình đánh bại Lôi Mãn.
Từ Ngạn Nhược qua đời vào cuối năm 901, trong khi vẫn đang giữ chức Thanh Hải tiết độ sứ. Ông di biểu tiến cử Hành quân tư mã Lưu Ẩn làm quyền lưu hậu. Gia tộc Lưu Ẩn sau đó kế tập nắm quyền cai quản Thanh Hải quân, đệ của Lưu Ẩn là Lưu Nham cuối cùng đã lập ra nước Nam Hán trên cơ sở Thanh Hải quân.